# Tanja Morel
Pour les articles homonymes, voir Morel.
Tanja Morel, née le 4 octobre 1975, est une skeletoneuse suisse. Elle participe à la Coupe du Monde de skeleton et a terminé à la 7e place aux Jeux olympiques d'hiver de Turin de 2006.